# 佛並寺
佛並寺（ぶつなみじ）は、大阪府和泉市にある高野山真言宗の寺院。

## 歴史
和泉郷横山村の池辺直氷田（いけべのあたいひだ）が蘇我馬子から仏像2体を授かり、従う尼3人と共に自宅の近くに仏殿を造って奉安した。その子の徳那もさらに弥勒、観自在両尊を安置したとされる。佛を並べたゆえに仏並の称がおこり、その頃建立されたのが佛並寺とされる。現寺院再建は、1952年（昭和27年）8月5日。
『日本霊異記』によれば、泉州海岸高師の浜に楠の大木が流れ着き、刻した仏像が安置されたといわれるが、詳細は不明である。

## 行事
- 初観音（1月17日）
- 仏並観音（8月17日）
- 観音会（毎月17日）

## 交通
- 南海泉北線和泉中央駅から和泉市路線維持バス（父鬼ルート）の「槇尾山口」または「父鬼」行きに乗車し、「神社前」で下車、徒歩2分。
- 南海泉北線和泉中央駅から南海バス阪本線またははつが野線に乗車し、「納花」または「和泉青葉台」で下車。予約制乗り合い送迎サービス「チョイソコいずみ」に乗り継ぎ、「702 池田ストア」または「704 神社前」で下車、徒歩2分[3]。